# Wilfried Delbroek
Wilfried Delbroek (Maaseik, 25 agosto 1972) è un ex calciatore belga, di ruolo difensore.

## Carriera

### Club
Vanta almeno 286 presenze e 6 reti tra la prima e la terza divisione belga.

### Nazionale
Esordisce il 3 febbraio 1999 contro Cipro (1-0).

## Palmarès

### Club

#### Competizioni nazionali
- Campionato belga: 2

Genk: 1998-1999, 2001-2002
- Coppa del Belgio: 2

Genk: 1997-1998, 1999-2000